# Список наград и номинаций фильма «Интерстеллар»
«Интерсте́ллар» (англ. Interstellar) — американский научно-фантастический фильм 2014 года, снятый англо-американским кинорежиссёром Кристофером Ноланом по сценарию, написанному в соавторстве с Джонатаном Ноланом. Производство фильма проходило совместно в Соединённых штатах Америки и Великобритании. Фильм рассказывает о группе астронавтов, которые путешествуют через червоточину вблизи Сатурна в поисках нового дома для человечества. Главные роли в фильме сыграли Мэттью Макконахи, Энн Хэтэуэй, Джессика Честейн, Билл Ирвин, Эллен Бёрстин, Джон Литгоу, Майкл Кейн, Кейси Аффлек и Мэтт Деймон. После выхода в прокат критики высоко оценили сценарий, режиссуру, тематику, визуальные эффекты, музыкальную партитуру, эмоциональную глубину, актёрскую игру и амбиции персонажей.
Премьера фильма «Интерстеллар» состоялась 5 ноября 2014 года в Северной Америке (США и Канада), а 7 ноября в широкий прокат. Бюджет фильма составил 165 млн долларов США, при этом фильм собрал 715,7 млн долларов по всему миру, заняв 10-е место среди самых кассовых фильмов 2014 года. На сайте-агрегаторе рецензий Rotten Tomatoes фильм получил рейтинг одобрения 73 % на основе 379 отзывов со средней оценкой 7,1/10. Сайт-агрегатор Metacritic присвоил фильму 74 балла из 100 на основе 46 отзывов, что соответствует статусу «в целом положительные отзывы». Зрители, опрошенные сайтом CinemaScore, поставили фильму среднюю оценку «B+» по шкале от A+ до F.
Фильм «Интерстеллар» получил множество наград и номинаций в различных категориях, включая «Оскар», «Выбор критиков» премию Американского общества композиторов, авторов и издателей, премию Британской Академии в области кино, премию Общества специалистов по визуальным эффектам и другие.

## Награды и номинации
| Награда                                                         | Дата церемонии вручения | Категория | Получатель(-и)                                                                                   | Результат  | Прим.         |
| --------------------------------------------------------------- | ----------------------- | --- | ------------------------------------------------------------------------------------------------ | ---------- | ------------- |
| «Оскар»                                                         | 22 февраля 2015         | «Лучшая музыка к фильму» | Ханс Циммер                                                                                      | Номинация  | [ 9 ]         |
| «Оскар»                                                         | 22 февраля 2015         | «Лучшая работа художника-постановщика»                                                                                           | Натан Кроули и Гэрри Феттис                                                                      | Номинация  | [ 9 ]         |
| «Оскар»                                                         | 22 февраля 2015         | «Лучший звуковой монтаж» | Ричард Кинг                                                                                      | Номинация  | [ 9 ]         |
| «Оскар»                                                         | 22 февраля 2015         | «Лучший звук» | Гэрри Риззо, Грегг Ландейкер и Марк Вайнгартен                                                   | Номинация  | [ 9 ]         |
| «Оскар»                                                         | 22 февраля 2015         | «Лучшие визуальные эффекты» | Пол Франклин, Эндрю Локли, Иэн Хантер и Скотт Р. Фишер                                           | Победа     | [ 9 ]         |
| Премия Альянса женщин-киножурналистов                           | 12 января 2015          | «Лучшая операторская работа» | Хойте Ван Хойтема                                                                                | Номинация  | [ 10 ]        |
| Премия Американского института кинопроизводства                 | 2014                    | «Фильмы года» | Эмма Томас, Кристофер Нолан и Линда Обст                                                         | Победа     | [ 11 ]        |
| Премия Гильдии художников-постановщиков США                     | 31 января 2014          | «Лучшая работа художника-постановщика в фэнтези-фильме»                                                                          | Натан Кроули                                                                                     | Номинация  | [ 12 ]        |
| Премия Американского общества композиторов, авторов и издателей | 9 марта 2015            | «Самые кассовые фильмы» | Ханс Циммер                                                                                      | Победа     |               |
| Премия Американского общества композиторов, авторов и издателей | 9 марта 2015            | «Лучшая партитура к фильму» | Ханс Циммер                                                                                      | Номинация  |               |
| Black Reel Awards                                               | 19 февраля 2015         | «Лучшее прорывное исполнение» | Дэвид Гьяси                                                                                      | Номинация  | [ 13 ]        |
| Премия Британской Академии в области кино                       | 8 февраля 2015          | «Лучшая музыка в фильме» | Ханс Циммер                                                                                      | Номинация  | [ 14 ] [ 15 ] |
| Премия Британской Академии в области кино                       | 8 февраля 2015          | «Лучшая операторская работа» | Хойте Ван Хойтема                                                                                | Номинация  | [ 14 ] [ 15 ] |
| Премия Британской Академии в области кино                       | 8 февраля 2015          | «Лучшая работа художника-постановщика»                                                                                           | Натан Кроули и Гэрри Феттис                                                                      | Номинация  | [ 14 ] [ 15 ] |
| Премия Британской Академии в области кино                       | 8 февраля 2015          | «Лучшие визуальные эффекты» | Пол Франклин, Скотт Фишер и Эндрю Локли                                                          | Победа     | [ 14 ] [ 15 ] |
| Премия Ассоциации кинокритиков Чикаго                           | 15 декабря 2014         | «Лучшая режиссура» | Кристофер Нолан                                                                                  | Номинация  | [ 16 ]        |
| Премия Ассоциации кинокритиков Чикаго                           | 15 декабря 2014         | «Лучшее художественное направление»                                                                                              | Натан Кроули и Гэрри Феттис                                                                      | Номинация  | [ 16 ]        |
| Премия Ассоциации кинокритиков Чикаго                           | 15 декабря 2014         | «Лучшая операторская работа» | Хойте Ван Хойтема                                                                                | Номинация  | [ 16 ]        |
| Премия Ассоциации кинокритиков Чикаго                           | 15 декабря 2014         | «Лучшая оригинальная партитура»                                                                                                  | Ханс Циммер                                                                                      | Номинация  | [ 16 ]        |
| Премия Общества киноакустики                                    | 14 февраля 2015         | «Выдающееся достижение в области микширования звука для фильма — живое действие»                                                 | Марк Вайнгартен, Гэри Риццо, Грегг Ландейкер, Алан Мейерсон, Томас Дж. О’Коннелл и Мэри Джо Лэнг | Номинация  | [ 17 ]        |
| Премия Гильдии художников по костюмам                           | 17 февраля 2014         | «Превосходство в современном кино»                                                                                               | Мэри Зофрис                                                                                      | Номинация  | [ 18 ]        |
| «Выбор критиков»                                                | 15 января 2015          | «Лучшее молодое исполнение» | Маккензи Фой                                                                                     | Номинация  | [ 19 ] [ 20 ] |
| «Выбор критиков»                                                | 15 января 2015          | «Лучшая операторская работа» | Хойте Ван Хойтема                                                                                | Номинация  | [ 19 ] [ 20 ] |
| «Выбор критиков»                                                | 15 января 2015          | «Лучшая работа художника-постановщика»                                                                                           | Натан Кроули (художник-постановщик) и Гэрри Феттис (постановщик декораций)                       | Номинация  | [ 19 ] [ 20 ] |
| «Выбор критиков»                                                | 15 января 2015          | «Лучший монтаж» | Ли Смит                                                                                          | Номинация  | [ 19 ] [ 20 ] |
| «Выбор критиков»                                                | 15 января 2015          | «Лучшие визуальные эффекты» | «Интерстеллар»                                                                                   | Номинация  | [ 19 ] [ 20 ] |
| «Выбор критиков»                                                | 15 января 2015          | «Лучший научно-фантастический фильм / фильм ужасов»                                                                              | «Интерстеллар»                                                                                   | Победа     | [ 19 ] [ 20 ] |
| «Выбор критиков»                                                | 15 января 2015          | «Лучшая музыка» | Ханс Циммер                                                                                      | Номинация  | [ 19 ] [ 20 ] |
| Награды Ассоциации кинокритиков Далласа и Форт-Уэрта            | 15 декабря 2014         | «Лушая операторская работа» | Хойте Ван Хойтема                                                                                | 2-е место  | [ 21 ]        |
| Награды Ассоциации кинокритиков Далласа и Форт-Уэрта            | 15 декабря 2014         | «Лучшая музыкальная партитура»                                                                                                   | Ханс Циммер                                                                                      | Победа     | [ 21 ]        |
| «Империя»                                                       | 29 марта 2015           | «Лучший фильм» | «Интерстеллар»                                                                                   | Победа     | [ 22 ]        |
| «Империя»                                                       | 29 марта 2015           | «Лучший режиссёр» | Кристофер Нолан                                                                                  | Победа     | [ 22 ]        |
| «Империя»                                                       | 29 марта 2015           | «Лучший научно-фантастический/фэнтезийный фильм»                                                                                 | «Интерстеллар»                                                                                   | Номинация  | [ 22 ]        |
| Награды Общества кинокритиков Флориды                           | 19 декабря 2014         | «Лучшая операторская работу» | Хойте Ван Хойтема                                                                                | Победа     | [ 23 ] [ 24 ] |
| Награды Общества кинокритиков Флориды                           | 19 декабря 2014         | «Лучшие визуальные эффекты» | «Интерстеллар»                                                                                   | Победа     | [ 23 ] [ 24 ] |
| Награды Общества кинокритиков Флориды                           | 19 декабря 2014         | «Лучшее художественное руководство / производственный дизайн»                                                                    | Натан Кроули, Гэрри Феттис                                                                       | Победитель | [ 23 ] [ 24 ] |
| Награды Общества кинокритиков Флориды                           | 19 декабря 2014         | «Лучшая музыка» | Ханс Циммер                                                                                      | Номинация  | [ 23 ] [ 24 ] |
| Ассоциация критиков развлечений для геев и лесбиянок            | 1 марта 2015            | «Визуально яркий фильм года» | «Интерстеллар»                                                                                   | Номинация  | [ 25 ]        |
| «Золотой глобус»                                                | 11 января 2015          | «Лучшая музыка к фильму» | Ханс Циммер                                                                                      | Номинация  | [ 26 ]        |
| Награды Общества кинокритиков Хьюстона                          | 10 января 2015          | «Лучшая операторская работа» | Хойте Ван Хойтема                                                                                | Номинация  | [ 27 ]        |
| Награды Общества кинокритиков Хьюстона                          | 10 января 2015          | «Лучшая оригинальная партитура»                                                                                                  | Ханс Циммер                                                                                      | Номинация  | [ 27 ]        |
| Награды Международного онлайн-опроса кинокритиков               | 27 января 2015          | «Лучшая оригинальная партитура»                                                                                                  | Ханс Циммер                                                                                      | Номинация  | [ 28 ]        |
| Награды Международного онлайн-опроса кинокритиков               | 27 января 2015          | «Лучшие визуальные эффекты» | «Интерстеллар»                                                                                   | Номинация  | [ 28 ]        |
| Награды Гильдии гримёров и парикмахеров                         | 14 февраля 2015         | «Лучший современный макияж» | Луиза Абель и Джей Веджебе                                                                       | Номинация  | [ 29 ]        |
| Награды Гильдии гримёров и парикмахеров                         | 14 февраля 2015         | «Лучшие современные причёски» | Патриция Дехейни и Хосе Л. Замора                                                                | Номинация  | [ 29 ]        |
| Motion Picture Sound Editors Golden Reel Awards                 | 15 февраля 2015         | «Особенный английский язык — эффекты / фоули»                                                                                    | Ричард Кинг                                                                                      | Номинация  | [ 30 ]        |
| Motion Picture Sound Editors Golden Reel Awards                 | 15 февраля 2015         | «Особенная музыка» | Алекс Гибсон                                                                                     | Номинация  | [ 30 ]        |
| Награды Общества кинокритиков Сан-Диего                         | 15 декабря 2014         | «Лучшая операторская работа» | Хойте Ван Хойтема                                                                                | Номинация  | [ 31 ]        |
| Награды Общества кинокритиков Сан-Диего                         | 15 декабря 2014         | «Лучший производственный дизайн»                                                                                                 | Натан Кроули                                                                                     | Номинация  | [ 31 ]        |
| «Спутник»                                                       | 15 февраля 2015         | «Лучшая операторская работа» | Хойте Ван Хойтема                                                                                | Номинация  | [ 32 ]        |
| «Спутник»                                                       | 15 февраля 2015         | «Лучшая музыка в фильме» | Ханс Циммер                                                                                      | Номинация  | [ 32 ]        |
| «Спутник»                                                       | 15 февраля 2015         | «Лучшие визуальные эффекты» | Эндрю Локли, Иэн Хантер, Пол Франклин и Скотт Р. Фишер                                           | Номинация  | [ 32 ]        |
| «Сатурн»                                                        | 25 июня 2015            | «Лучший научно-фантастический фильм»                                                                                             | «Интерстеллар»                                                                                   | Победа     | [ 33 ]        |
| «Сатурн»                                                        | 25 июня 2015            | «Лучшая режиссура» | Кристофер Нолан                                                                                  | Номинация  | [ 33 ]        |
| «Сатурн»                                                        | 25 июня 2015            | «Лучший сценарий» | Кристофер Нолан и Джонатан Нолан                                                                 | Победа     | [ 33 ]        |
| «Сатурн»                                                        | 25 июня 2015            | «Лучший киноактёр» | Мэттью Макконахи                                                                                 | Номинация  | [ 33 ]        |
| «Сатурн»                                                        | 25 июня 2015            | «Лучшая киноактриса» | Энн Хэтэуэй                                                                                      | Номинация  | [ 33 ]        |
| «Сатурн»                                                        | 25 июня 2015            | «Лучшая киноактриса второго плана»                                                                                               | Джессика Честейн                                                                                 | Номинация  | [ 33 ]        |
| «Сатурн»                                                        | 25 июня 2015            | «Лучший молодой актёр или актриса»                                                                                               | Маккензи Фой                                                                                     | Победа     | [ 33 ]        |
| «Сатурн»                                                        | 25 июня 2015            | «Лучшая музыка» | Ханс Циммер                                                                                      | Победа     | [ 33 ]        |
| «Сатурн»                                                        | 25 июня 2015            | «Лучший монтаж» | Ли Смит                                                                                          | Номинация  | [ 33 ]        |
| «Сатурн»                                                        | 25 июня 2015            | «Лучший производственный дизайн»                                                                                                 | Натан Кроули                                                                                     | Победа     | [ 33 ]        |
| «Сатурн»                                                        | 25 июня 2015            | «Лучшие спецэффекты» | Пол Франклин, Эндрю Локли, Иэн Хантер и Скотт Фишер                                              | Победа     | [ 33 ]        |
| Награды Ассоциации кинокритиков Сент-Луиса                      | 15 декабря 2014         | «Лучшая актриса второго плана»                                                                                                   | Маккензи Фой                                                                                     | Номинация  | [ 34 ] [ 35 ] |
| Награды Ассоциации кинокритиков Сент-Луиса                      | 15 декабря 2014         | «Лучшая операторская работа» | Хойте Ван Хойтема                                                                                | Номинация  | [ 34 ] [ 35 ] |
| Награды Ассоциации кинокритиков Сент-Луиса                      | 15 декабря 2014         | «Лучшие визуальные эффекты» | «Интерстеллар»                                                                                   | Победа     | [ 34 ] [ 35 ] |
| Награды Ассоциации кинокритиков Сент-Луиса                      | 15 декабря 2014         | «Лучшая музыкальная партитура»                                                                                                   | Ханс Циммер                                                                                      | Номинация  | [ 34 ] [ 35 ] |
| Teen Choice Awards                                              | 16 августа 2015         | «Выбор киноактрисы: Научная фантастика / фэнтези»                                                                                | Маккензи Фой                                                                                     | Номинация  | [ 36 ]        |
| Общество специалистов по визуальным эффектам                    | 4 февраля 2015          | «Выдающиеся визуальные эффекты в художественном фильме с фотореализацией / живым действием с использованием визуальных эффектов» | Пол Франклин, Кевин Элам, Энн Подлозни, Эндрю Локли и Скотт Р. Фишер                             | Номинация  | [ 37 ] [ 38 ] |
| Общество специалистов по визуальным эффектам                    | 4 февраля 2015          | «Выдающееся создание окружения в фотореальном / живом действии полнометражного фильма»                                           | Том Брахт, Грэм Пейдж, Томас Долен и Кирсти Кларк (за Тессеракт)                                 | Победа     | [ 37 ] [ 38 ] |
| Общество специалистов по визуальным эффектам                    | 4 февраля 2015          | «Выдающаяся виртуальная операторская работа в фотореальном / живом мультимедийном проекте»                                       | Фараз Хамид, Стивен Пейнтер, Хойте Ван Хойтема и Дориан Кнапп (за Тессеракт)                     | Номинация  | [ 37 ] [ 38 ] |
| Общество специалистов по визуальным эффектам                    | 4 февраля 2015          | «Выдающийся монтаж в фотореальном / живом действии полнометражного фильма»                                                       | Рафаэль Хамм, Айзек Лайиш, Себастьян фон Оверхайдтм и Тристан Майлз (за водную планету)          | Номинация  | [ 37 ] [ 38 ] |
| Награды Ассоциации кинокритиков Вашингтона                      | 8 декабря 2014          | «Лучшее художественное направление»                                                                                              | Натан Кроули (художник-постановщик) и Гэрри Феттис (постановщик декораций)                       | Номинация  | [ 39 ]        |
| Награды Ассоциации кинокритиков Вашингтона                      | 8 декабря 2014          | «Лучшая операторская работа» | Хойте Ван Хойтема                                                                                | Номинация  | [ 39 ]        |
| Награды Ассоциации кинокритиков Вашингтона                      | 8 декабря 2014          | «Лучший монтаж» | Ли Смит                                                                                          | Номинация  | [ 39 ]        |
| Награды Ассоциации кинокритиков Вашингтона                      | 8 декабря 2014          | «Лучшая оригинальная партитура»                                                                                                  | Ханс Циммер                                                                                      | Номинация  | [ 39 ]        |
| Награды Ассоциации кинокритиков Вашингтона                      | 8 декабря 2014          | «Лучшее молодёжное выступление»                                                                                                  | Маккензи Фой                                                                                     | Номинация  | [ 39 ]        |
| Награды женского кружка кинокритиков                            |                         | «Право женщины на мужскую роль в кино»                                                                                           | Джессика Честейн                                                                                 | Победа     | [ 40 ]        |
| Награда «Мировой саундтрек»                                     | 24 октября 2015         | «Лучшая оригинальная партитура года»                                                                                             | Ханс Циммер                                                                                      | Номинация  | [ 41 ]        |
| Награда «Мировой саундтрек»                                     | 24 октября 2015         | «Кинокомпозитор года» | Ханс Циммер                                                                                      | Номинация  | [ 41 ]        |
| «Молодой актёр»                                                 | 15 мая 2015             | «Лучшая роль в полнометражном фильме — молодая актриса второго плана»                                                            | Маккензи Фой                                                                                     | Номинация  | [ 42 ]        |